# Albert Servais
Albert Joseph Alexandre Marie Ghislain Servais (Namen, 5 november 1915 - 22 maart 1994) was een Belgisch volksvertegenwoordiger.

## Levensloop
Servais promoveerde tot doctor in de rechten en werd advocaat in Namen.
In 1958 werd hij verkozen tot PSC-volksvertegenwoordiger voor het arrondissement Namen, een mandaat dat hij vervulde tot in 1965.
In oktober 1964 werd hij verkozen tot gemeenteraadslid van Namen en, zoals zijn vader het gedurende twee en dertig jaar was, werd hij in 1970 schepen van openbare werken. Hij bleef het tot in 1988 en drukte zijn stempel op de stad.